# 二見料金所
二見料金所(ふたみりょうきんじょ)は、三重県伊勢市二見町三津にかつて存在した伊勢二見鳥羽有料道路（現・伊勢二見鳥羽ライン）の料金所である。
2017年3月11日、伊勢二見鳥羽有料道路の無料開放に伴い廃止された。
2010年（平成22年）の通行台数は478,249台。

## レーン数
- 二見方面　2レーン
- 伊勢・鳥羽方面　2レーン

## 料金収受方法
この料金所は、料金自動収受システムを採用したが、ETCには対応していないため、すべての車が一旦停止する必要があった。

## 隣
伊勢二見鳥羽有料道路
二見JCT - 二見TB - 三津交差点 - 茶屋交差点